# Rheinisch-Bergischer Kreis
Rheinisch-Bergischer Kreis este un Kreis în landul Renania de Nord-Westfalia, Germania.